# Scotodes annulatus
Scotodes annulatus is een keversoort uit de familie Stenotrachelidae. De wetenschappelijke naam van de soort is voor het eerst geldig gepubliceerd in 1818 door Eschscholtz.